# Sárgafejű mézevő
A sárgafejű mézevő (Ptilotula ornata) a madarak osztályának a verébalakúak (Passeriformes) rendjébe, ezen belül a mézevőfélék (Meliphagidae) családjába tartozó faj.

## Rendszerezése
A fajt John Gould angol ornitológus írta le 1838-ban, a Ptilotis nembe Ptilotis ornatus néven. Besorolása vitatott, egyes szervezetek a Lichenostomus nembe sorolják Lichenostomus ornatus néven.

## Előfordulása
Ausztrália déli részén honos. Természetes élőhelyei a szubtrópusi és trópusi lombhullató erdők, mérsékelt övi erdők és száraz szavannák. Állandó, nem vonuló faj.

## Megjelenése
Testhossza 14–18,5 centiméter, testtömege 11–22 gramm.
|  |

## Életmódja
Főként nektárral és ízeltlábúakkal táplálkozik.

## Természetvédelmi helyzete
Az elterjedési területe rendkívül nagy, egyedszáma viszont csökken, de még nem éri el a kritikus szintet. A Természetvédelmi Világszövetség Vörös listáján nem fenyegetett fajként szerepel.